# I Think We're Alone Now (Girls Aloud)
I Think We're Alone Now è un singolo del gruppo musicale pop britannico Girls Aloud del 2006, cover dell'omonimo brano di Tommy James and the Shondells.

## Descrizione
Trattasi secondo e ultimo singolo estratto dalla prima raccolta dei brani di maggior successo delle Girls Aloud The Sound of Girls Aloud. Il singolo è stato pubblicato il 18 dicembre 2006 dall'etichetta discografica Fascination. La canzone è stata reinterpretata come "ringraziamento" alla cantante Tiffany che in precedenza aveva realizzato una cover di un successo del gruppo, Love Machine.
La canzone è anche la colonna sonora del film It's a Boy Girl Thing, uscito nelle sale cinematografiche il 29 dicembre 2006 ed è stata inserita, anche se in una differente versione rispetto a quella pubblicata come singolo, come uno dei tre inediti della raccolta; gli altri erano il singolo di lancio Something Kinda Ooooh e Money.
La canzone, scritta originariamente da Ritchie Cordell, è stata prodotta nella versione delle Girls Aloud da Brian Higgins e gli Xenomania.
Nel singolo erano contenute, tra le varie versioni pubblicate, due diverse b-side: la canzone Who Do It? e Jingle Bell Rock, cover dell'omonimo classico natalizio già contenuto nel disco bonus pubblicato insieme a What Will the Neighbours Say?, il secondo album del gruppo. Ha riscosso un buon successo in Gran Bretagna raggiungendo la quarta posizione della classifica.

## Tracce
UK CD1 (Fascination / 1714586)
1. I Think We're Alone Now (Single Version) — 3:42
2. Why Do It? (Girls Aloud, Miranda Cooper, Brian Higgins, Nick Coler) — 2:53

UK CD2 (Fascination / 1714587)
1. I Think We're Alone Now (Single Version) — 3:42
2. I Think We're Alone Now (Uniting Nations Remix) — 6:18
3. I Think We're Alone Now (Tony Lamezma Baubletastic Remix) — 5:32
4. Jingle Bell Rock (Joe Beal, Jim Boothe) — 1:59
5. I Think We're Alone Now (Video) — 3:37

## Classifiche
| Classifica (2006) | Posizione raggiunta |
| ----------------- | ------------------- |
| Regno Unito       | 4                   |
| Irlanda           | 11                  |